# Sonatines pour flûte seule
Pour les articles homonymes, voir Sonatine (homonymie).
Les Trois Sonatines pour flûte seule, op. 184, sont une œuvre de Charles Koechlin composée en 1942.

## Présentation
Les Trois Sonatines pour flûte seule sont composées en octobre 1942.
L'œuvre consiste en trois sonatines pour flûte, chacune en trois mouvements. La partition est publiée par Salabert en 1951.
Les sonatines sont respectivement dédiées à Albert Manouvrier, Lucien Lavaillotte et Jan Merry. Ce dernier crée les Sonatines nos 2 et 3 le 7 mai 1943 à Paris, salle de l'École normale, aux Concerts du Triptyque.

## Structure
Les Trois sonatines sont en trois mouvements :
Sonatine no 1 :
1. Allegro ;
2. Andantino ;
3. Final : Allegro con moto.

Sonatine no 2 :
1. Lento ;
2. Allegretto tranquillo ;
3. Final : Allegro vivo.

Sonatine no 3 :
1. Adagio ;
2. Sicilienne ;
3. Final : Allegro.

Les pièces portent le numéro d'opus 184 dans le catalogue des œuvres de Charles Koechlin.